# Jan Šimáně

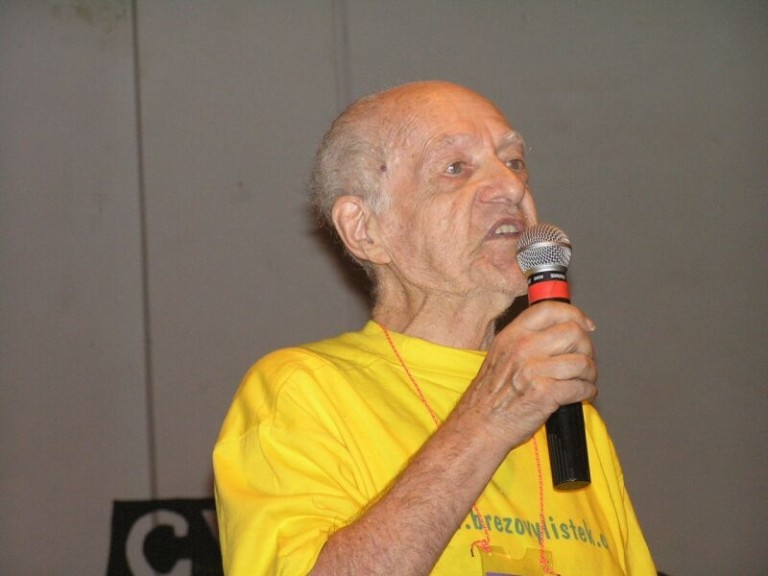
Jan Šimáně propaguje Březové lístky a hru 5pé

Jan Šimáně „Galén“ (1. října 1924 Praha – 13. února 2013 Tábor) byl český skaut a redaktor časopisu ABC. V 60. létech podnítil při časopise ABC zakládání dětských klubů zaměřených na techniku, historii a přírodu. Jeho kluby měly mezi mládeží velký ohlas, protože představovaly zajímavou alternativu monopolní pionýrské organizaci. S vybranou skupinou dětí připravoval letní putovní tábory, které vedl ve skautském duchu. V roce 1968 se aktivně účastnil na obnově českého skautingu a vykonával mj. funkci šéfredaktora časopisu Skaut - Junák. Po Husákově likvidaci skautského hnutí pokračoval v organizování dětských klubů v rámci Klubu mladých čtenářů a některých neoficiálních aktivit. Není proto divu, že se dostal mezi postižené komunistickým režimem a byl odsouzen k nepodmíněnému trestu odnětí svobody. Poté byl nucen se živit jako dělník.
Jan Šimáně po celý život aktivně organizoval a podporoval dětské kluby (za Husákovy normalizace i rodinné), na jejichž podporu založil v roce 1991 Galénovu nadaci, která byla v roce 2005 přeregistrována na Galénův nadační fond (GNF). Inicioval také mnoho udílení Březových lístků, byl také jeho držitelem nejvyššího dvanáctého stupně. Bez ohledu na to, v jakém prostředí působil, byl nejen pro mladou generaci nesmírně inspirativní osobností, z níž byly silně cítit skautské morální principy.
Patří také k zakladatelům akce Celostátní vzájemná výměna zkušeností - CVVZ

## Galénův život
- Vršovický školák (1930 - 1941): pilně cvičil v Sokole, patřil mezi vlčata 18. oddílu Junáka, byl aktivním členem Sdružení mládeže Českobratrské církve evangelické, navštěvoval přednášky YMCA, vyhledával kamarády kde jen mohl.
- Již ve svých dvanácti letech (v roce 1936) založil v Bělči nad Orlicí se svými mladšími sourozenci a prázdninovými přáteli dětský klub DMKK (Družstvo mladých kamarádů a kamarádek);
- V roce 1937, bezprostředně po vzniku Klubovní rubriky tehdejšího a legendárního Mladého hlasatele, změnili svůj klub na celoroční, sídlící v Praze pod novým názvem KPN (Klub Parta nerozlučných, klub. číslo 8.229). Jak v Bělči, tak v Praze se členové klubu navzájem nejen bavili, ale také učili přátelství, dovednostem a morálce při hrách, sportu a výletech, vydávali svůj strojopisný časopis Parťák.
- Přes fašistický zákaz všech dětských organizací vč. klubů Mladého hlasatele KPN nejen utajeně pokračoval ve své tradiční činnosti, ale rozšířil se na čtyřicet členů, zavedl si členské kandidátské lhůty a přijímací zkoušky, čestné tituly Junior a Senior. V roce 1944 vznikla i tajná večerní klubovní škola s přednáškami dospělých k různým společenským tématům a s výukou cizích jazyků. Jan i při svém válečném tzv. totálním nasazení v Říši vedl klub Čeští lvi.

V okupaci a až do roku 1948 vycházely pod Janovým vedením časopisy Jelení řev a Hradlo, byl rozdáván i Plán, ve kterém byly uváděny důležité pokyny, změny i zprávy o vyznamenáních v "jeho" junáckých organizacích. Označení KPN již v té době na veřejnosti ustupovalo, tradiční pojetí však zůstalo uvnitř oddílů, např. při táborech a kurzech.
- Začátkem května 1945 měl KPN 50 členů, kteří uměli organizovat hry, výpravy, tábory a ostatní život klubů. Proto se KPN za tři týdny po Květnové revoluci rozrostl na 300 členů a kandidátů a přeměnil se na dva junácké chlapecké oddíly, dívčí oddíl, smečky vlčat, roje světlušek a rovery. Jan stále hájil neoddělovanou činnost chlapců a děvčat. Podle Pinkových vzpomínek se tehdy řídil skautským přesvědčením, že práce s dětmi má být nestranická.
- Po únoru 1948, který přinesl zákaz dosavadních dětských organizací, se Jan neúspěšně snažil zachránit své junácké středisko založením samostatné pobočky Svazu mládeže a organizováním Pionýrských oddílů Junáka. Později jako krátkodobě působící tajemník ústředí Pionýrské organizace chtěl s podporou škol, odborů a politických stran vytvořit podmínky pro zajímavé skautské vyžití i těm dětem, které tehdy nebyly členy Junáka.
- V roce 1949 byla zakázána jakákoli propagace junáctví. Jan Šimáně byl povolán k výkonu dvouleté vojenské prezenční služby, z ní přešel na Vojenskou akademii a stal se důstojníkem Československé lidové armády. Jeho představy o možnostech výchovy mladíků (až) na vojně se nenaplnily. Na vlastní žádost proto v roce 1956 odešel z činné služby a začal působit jako vychovatel mládeže -- profesionál. Nejprve dva roky na učilišti v Radotíně, pak jako ředitel Krajského domu pionýrů v Praze-Karlíně, odkud byl po dvou letech odvolán.
- V r. 1959, u příležitosti 10. výročí vzniku Pionýrské organizace a z podnětu V. Tomana-Hadžiho, svolala redakce časopisu ABC na Radyni u Plzně turistický sraz se čtenáři. Po vzniku usnesení Ústřední rady PO ČSM (o rozvíjení práce Pionýra v místech bydliště) redakce ABC v září 1960 modernizovala své čtenářské kluby na Raketové posádky (účastníci hry Volá vesmír), vznikly Hlídky ochrany přírody, Dívčí kluby, později i Setonovské kluby lesní moudrosti a další. Počet čtenářských klubů ABC se zvyšoval, bylo nutno je organizačně členit do tzv. Stovek. Jan se stal vedoucím Nulté a v době vzniku hry Volá vesmír byl redaktorem zpravodajství ABC, pro čtenářské kluby intenzivně a nápaditě pracoval. Principy spontánního sebeorganizování a sebevýchovy dětí v klubech začaly využívat i další dětské časopisy.
- V roce 1965 byla při Ústředním výboru ČSM ustavena Komise malých kolektivů s Janem v čele. Ten zastával názor, že kluby-mikrokolektivy nemusí být vázány jen na redakce časopisů, což nebylo v zájmu redakcí a v úplném souladu s pojetím čtenářských klubů Jaroslava Foglara. Jan organizoval nejen pravidelné srazy dětí, ale i "semináře" jejich vedoucích a patronů. Tak se v roce 1965, v počátcích existence Hnutí mikrokolektivů, zrodily Velké Výměny Zkušeností (VVZ) a pak i zásady oceňování práce pro děti a s dětmi, začaly vznikat první diplomy a později odznaky Březový lístek -- Jun;
- Demokratičnost a stoupající nezávislost hnutí klubů-mikrokolektivů ho činila přitažlivějším pro děti a mládež, ale problematičtějším pro tehdejší politické vedení státu, i když hnutí pomáhalo deformalizaci a odluce Pionýra od škol. V roce 1967 byla Komise PO ČSM pro mikrokolektivy zrušena. Jan pak působil v redakcích Státního nakladatelství dětské knihy, Nakladatelství Albatros a v letech 1968-9 jako šéfredaktor obnoveného časopisu Skaut-Junák. Zde, zdá se, začal užívat přezdívku Galén, kterou získal v mládí po představení hry Karla Čapka "Bílá nemoc" pro své chlapecké přesvědčení, že Galénové zvítězí nad diktátory.
- Jako protest proti okupaci Československa "bratrskými armádami" v srpnu 1968 spoluvydal a šířil obrazový leták Nepokořená svoboda, který se stal záminkou pro jeho zatčení, odsouzení a uvěznění v roce 1970. Po propuštění z vězení Galén směl pracovat jen jako dělník v gumárně. Stále však spolupracoval s mikrokolektivy, které prožívaly druhou, tentokrát ilegální vlnu rozvoje, i po odchodu do důchodu v roce 1984.
- Po sametové revoluci v roce 1989 se spolupracovníky založil a řídil redakci obnoveného Mladého hlasatele, bylo vydáno 22 čísel. V roce 1990 spoluzaložil a stal se členem nejvyššího orgánu sdružení Duha, které v roce 1991 začalo vydávat časopis Duhová planeta.
- V prosinci 1991 zakládá Galénovu nadaci a k podpoře činností s dětmi a mládeží do ní vkládá své peníze, získané z odškodnění za své věznění a nucené pracovní nasazení. Vrátil se ke svým "spanilým jízdám" na letní tábory a Lesní školy, aby tam znovu propagoval Velkou Pedagogickou Hru, Pět Pé, ideály Žlutého kvítku, Březového lístku a Přátelství rozrůzněných.
- V červnu 1998 zemřela Galénovi manželka a jemu se začaly zhoršovat různé zdravotní potíže, kvůli nimž musel omezovat především své cesty "do terénu". Po kolektivním tápání nad potřebou a úkoly Sdružení Březový lístek se soustředil na rozběh činnosti "přeregistrovaného" Galénova nadačního fondu. S pomocí starých i nových přátel začal svolávat pravidelné lednové porady nejaktivnějších zastánců Březového lístku (PONS), které byly a jsou neformálním, ale kolektivním a účinným koordinátorem dění kolem BL a jeho přizpůsobení novým podmínkám.
- Během roku 2006 stoupla nutnost zajistit dvaaosmdesátiletému Galénovi-vdovci intenzivní rodinnou péči, proto začátkem roku 2007 přesídlil ke své dceři do Tábora a činnost svých přátel i následovníků pozoroval z povzdálí.

### Externí odkazy

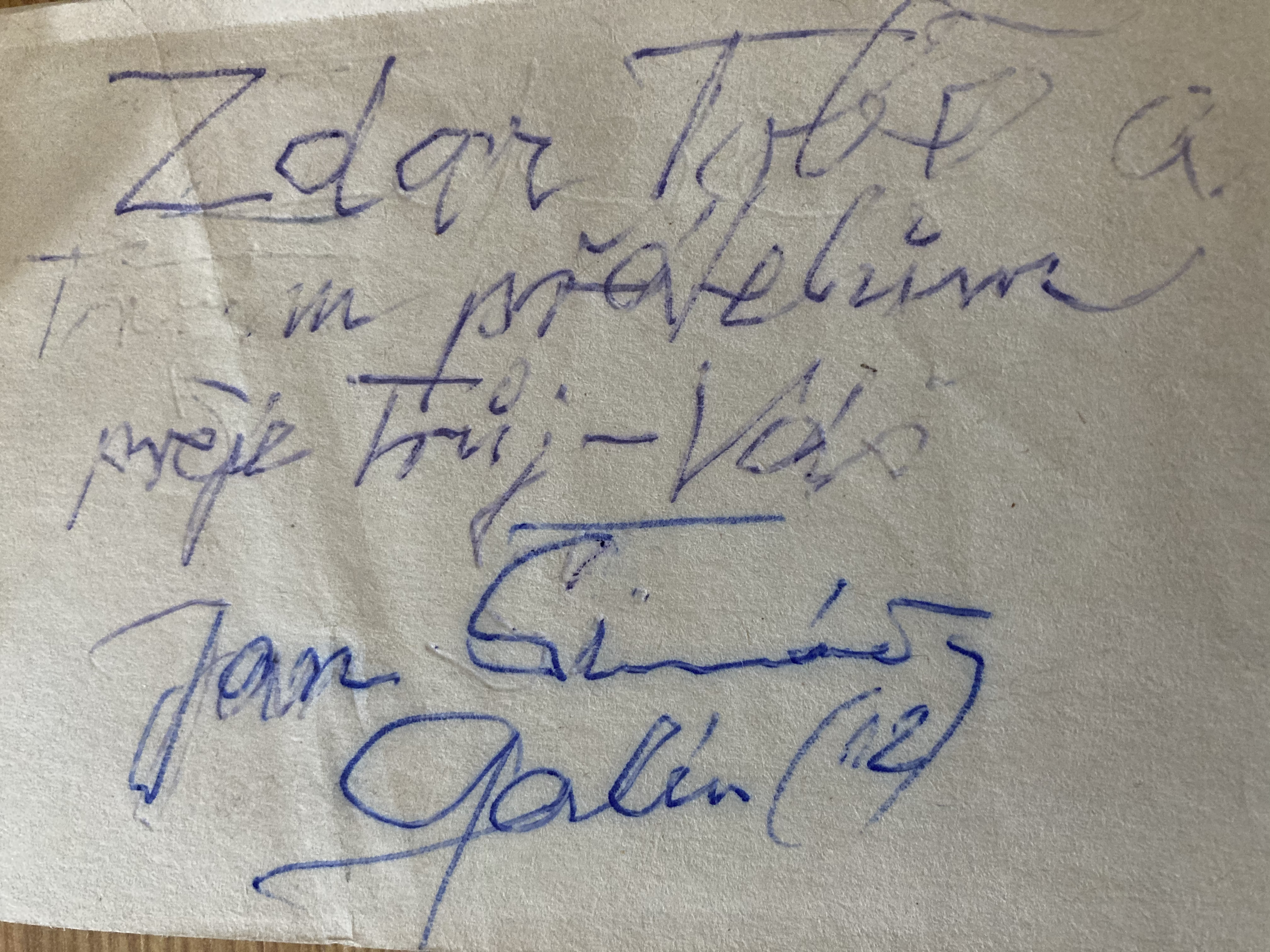
Vzkaz s podpisem